# CD El Nacional
Club Deportivo El Nacional – ekwadorski klub piłkarski z siedzibą w mieście Quito. Nazwa pochodzi stąd, że Nacional jest klubem wojskowym, oraz że grają w nim tylko piłkarze narodowości ekwadorskiej. Stąd też wywodzą się przydomki klubu – Puros Criollos („Sami Kreole”) lub El Equipo Militar („Wojskowa Drużyna”).
Trzy kolory klubu – czerwony, jasnoniebieski i ciemnoniebieski, reprezentują trzy rodzaje ekwadorskiej armii. Logo klubu ma zamiast jasnoniebieskiego kolor żółty. U siebie drużyna gra w strojach z kolorami jasnoczerwonym oraz jasno- i ciemnoniebieskim. Stroje wyjazdowe są zwykle szare. Klub rozgrywa mecze u siebie na stadionie Estadio Olímpico Atahualpa, położonym około 2800 metrów nad poziomem morza.

## Osiągnięcia

### Krajowe
- Serie A

| zwycięstwo (13):    | 1967, 1973, 1976, 1977, 1978, 1982, 1983, 1984, 1986, 1992, 1996, 2005 (C), 2006 |
| drugie miejsce (7): | 1964, 1972, 1974, 1994, 1999, 2000, 2001                                         |

- Copa Ecuador

| zwycięstwo (1):     | 2024 |
| drugie miejsce (0): | –    |

### Międzynarodowe
- Copa Ganadores de Copa

| zwycięstwo (0):     | –    |
| drugie miejsce (1): | 1970 |

## Historia
Nacional pod względem ilości zgromadzonych tytułów mistrza Ekwadoru ustępuje jedynie klubowi Barcelona SC z miasta Guayaquil.
Nacional ma trzech pierwszoligowych rywali, którzy także mają swą siedzibę w Quito. Są to: Sociedad Deportiva Aucas z południa miasta, oraz Liga Deportiva Universitaria i Sociedad Deportivo Quito z północy. Piąty z zespołów, który miał niegdyś siedzibę w Quito – policyjny klub Club Deportivo ESPOLI (EScuela Superior de POLIcía or ESPOLI) przeniósł się do miasta Cayambe, około dwie godziny na północ od Quito.
Największym sukcesem na arenie międzynarodowej było dotarcie do półfinału Copa Libertadores w roku 1985.

## Słynni gracze w historii klubu
Słynni gracze grający w zespole to napastnicy Ángel Fernández, Agustín Delgado, oraz Eduardo Hurtado, który znany jest z gry w amerykańskiej lidze Major League Soccer w klubie Los Angeles Galaxy oraz MetroStars.